# Prissac

Prissac este o comună în departamentul Indre, Franța. În 1 ianuarie 2022 avea o populație de 577 de locuitori.